# Metagonocoelius ornatus
Metagonocoelius ornatus är en mångfotingart som beskrevs av Karl Wilhelm Verhoeff 1941. Metagonocoelius ornatus ingår i släktet Metagonocoelius och familjen Spirostreptidae. Inga underarter finns listade i Catalogue of Life.